# Artère plantaire profonde
L'artère plantaire profonde est une artère du membre inférieur située dans le pied.

## Origine
L'artère plantaire profonde nait de la partie distale de l'artère dorsale du pied.

## Trajet
L'artère plantaire profonde descend dans la plante du pied, entre les deux têtes du premier muscle interosseux dorsal du pied.
Elle envoie une branche le long du côté médial du gros orteil et continue vers l'avant le long du premier espace interosseux en tant que première artère métatarsienne plantaire, qui bifurque pour alimenter les côtés adjacents du gros et du deuxième orteil.
Elle s'anastomose avec l'artère plantaire latérale pour compléter l'arcade plantaire profonde.